# 切爾尼謝夫分區
切爾尼謝夫分區（Chernyshev Division）成立於2008年作為大陸冰球聯賽賽區。自KHL第二賽季成立以來，它是4個當前分區之一，也是東部聯盟的一部分，隊伍較位較東部。它的名字是為了紀念阿爾卡季·車爾尼雪夫，他是蘇聯體育大師，國際冰聯名人堂入選者和前莫斯科迪納摩主教練。